# MTV Asia
MTV Asia war ein pan-asiatischer Pay-TV-Musiksender, der vom 3. Mai 1995 bis zum 31. August 2022 ausgestrahlt wurde. Er gehörte zur MTV-Sendegruppe und zu Paramount Networks EMEAA.

## Geschichte
MTV Asia startete seinen Sendebetrieb am 3. Mai 1995 mit einem 24-Stunden-Programm in englischer Sprache. Der Sitz des Senders war in Singapur. Seit 1996 war er zusammen mit MTV Indonesia über den Palapa-C2-Satelliten sowie als Antennenprogramm über ANteve zu empfangen. Er strahlte nach ganz Südostasien aus, darunter in Länder wie Brunei, Kambodscha, Indonesien, Malaysia, die Philippinen, Singapur, Thailand und Vietnam. Insgesamt deckte der Sender ein Ausstrahlungsgebiet von mehr als 13 Millionen asiatischen Haushalten ab.
Während das Programm überwiegend in Englisch gehalten war, wurden für Indonesien, die Philippinen, Thailand und Vietnam auch Programme in Landessprache angeboten.
Ab Mai 2021 wurde das Programm von 24 Stunden auf 8 Stunden gekürzt. Die restlichen 16 Stunden wurde das Programm des Schwesterkanals MTV Live ausgestrahlt. MTV Asia konzentrierte sich in dieser Zeit auf den Musikmarkt Asiens.
Im Rahmen der Umstrukturierung bei Paramount Networks EMEAA und der Vorbereitungen für den Start des Streaming-Dienstes Paramount+ in Südostasien im Jahr 2023 stellte MTV Asia am 1. September 2022 offiziell seine Ausstrahlungen ein und wurde durch MTV 90s ersetzt.

## Regelmäßige Sendungen

### Musiksendungen
- Chart Attack
- K-Wave
- MTV Hits
- MTV Musika
- MTV Rewind
- Hot Right Now!
- High Definition Hits

### Konzerte
- MTV World Stage
- SBS The Show

### Füller
- Usavich

### Shows
- 16 and Recovering
- Catfish: The TV Show
- Celeb Ex In The City
- Deliciousness
- Ex on the Beach
- Ghosted: Love Gone Missing
- Just Tattoo of Us
- MTV Cribs Collection
- My Life On MTV
- Revenge Prank
- Ridiculousness
- Safeword
- Wild N Out
- The Hills
- Yo! MTV Raps